# Domenico Battaglia (cardinale)
Domenico Battaglia (Satriano, 20 gennaio 1963) è un cardinale e arcivescovo cattolico italiano, dal 12 dicembre 2020 arcivescovo metropolita di Napoli.

## Biografia
È nato a Satriano, in provincia di Catanzaro e nell'allora diocesi di Squillace, il 20 gennaio 1963.

### Formazione e ministero sacerdotale
Ha svolto gli studi filosofico-teologici nel Pontificio seminario regionale San Pio X di Catanzaro.
Il 8 agosto 1987 è stato ordinato diacono e, il 6 febbraio 1988, presbitero presso la chiesa di Santa Maria di Altavilla a Satriano, per imposizione delle mani di Antonio Cantisani, arcivescovo di Catanzaro-Squillace.
È stato rettore del seminario liceale di Catanzaro e membro della Commissione diocesana "Giustizia e Pace" (1989-1992), amministratore parrocchiale a Sant'Elia, parroco della Madonna del Carmine a Catanzaro, direttore dell'Ufficio diocesano per la "Cooperazione missionaria tra le Chiese", parroco a Satriano (1992-1999). È stato successivamente collaboratore al santuario di Santa Maria delle Grazie in Torre di Ruggiero, collaboratore parrocchiale a Montepaone, presso la parrocchia di San Giovanni Battista nella frazione Muscettola, e amministratore della parrocchia di Santa Maria di Altavilla a Satriano.
Durante la sua attività pastorale nell'arcidiocesi di Catanzaro-Squillace si è interessato ai più deboli e agli emarginati tanto da essere chiamato "prete di strada": dal 1992 al 2016, infatti, ha guidato il Centro calabrese di Solidarietà (comunità dedita al trattamento e al recupero delle persone affette da tossicodipendenze); dal 2000 al 2006 è stato vicepresidente della Fondazione Betania di Catanzaro (opera diocesana di assistenza-carità); è stato presidente nazionale della Federazione italiana delle comunità terapeutiche (2006-2015).
Nel 2008 è divenuto canonico del capitolo della cattedrale di Catanzaro, ruolo svolto fino alla promozione all'episcopato.

### Ministero episcopale

#### Vescovo di Cerreto Sannita-Telese-Sant'Agata de' Goti

Stemma vescovile.

Il 24 giugno 2016 papa Francesco lo ha nominato vescovo di Cerreto Sannita-Telese-Sant'Agata de' Goti; è succeduto a Michele De Rosa, dimessosi per raggiunti limiti di età.
Ha ricevuto l'ordinazione episcopale il successivo 3 settembre, presso la cattedrale di Catanzaro, per imposizione delle mani di Vincenzo Bertolone, arcivescovo metropolita di Catanzaro-Squillace, co-consacranti Antonio Cantisani, arcivescovo emerito di Catanzaro-Squillace, e Giancarlo Maria Bregantini, arcivescovo metropolita di Campobasso-Boiano.
Il 2 ottobre 2016 ha preso possesso della diocesi nella cattedrale di Cerreto Sannita.

#### Arcivescovo di Napoli
Il 12 dicembre 2020 papa Francesco lo ha nominato arcivescovo metropolita di Napoli; è succeduto al cardinale Crescenzio Sepe, dimissionario per raggiunti limiti di età. Il 2 febbraio 2021 ha preso possesso dell'arcidiocesi.
Lo stesso giorno è stato nominato amministratore apostolico di Cerreto Sannita-Telese-Sant'Agata de' Goti; ha mantenuto l'incarico fino all'ingresso del successore Giuseppe Mazzafaro, avvenuto il 12 giugno seguente.
Il 29 giugno 2021, nella basilica di San Pietro in Vaticano, ha ricevuto da papa Francesco il pallio, che gli è stato imposto dal nunzio apostolico in Italia Emil Paul Tscherrig il 27 settembre seguente.
Il 4 novembre 2024, tramite una nota della sala stampa della Santa Sede, papa Francesco ne annuncia la creazione a cardinale nel concistoro del 7 dicembre successivo, dove riceve il titolo di San Marco in Agro Laurentino.
L'11 gennaio 2025 è stato nominato membro del Dicastero per l'evangelizzazione, sezione per la prima evangelizzazione e le nuove Chiese particolari.
Il 7 e 8 maggio 2025 ha partecipato come cardinale elettore al conclave che ha portato all'elezione di papa Leone XIV.

## Stemma e motto

### Blasonatura
D'azzurro, alla fede posta in banda accompagnata da 3 gocce male ordinate sulla punta di destra e da 3 stelle (8) male ordinate sul cantone di sinistra, il tutto d'oro.

### Descrizione
Lo stemma del Cardinale Battaglia si serve della simbologia araldica per esprimere da un lato le tappe più importanti della vita dell'arcivescovo, così come delle sue origini calabresi e della sua devozione mariana, e dall'altro lo stile del suo ministero episcopale caratterizzato dall'episodio evangelico della guarigione del cieco Bartimeo.

### Motto
Il motto Confide, surge, vocat te! (Coraggio, alzati, ti chiama!) è tratto dal Vangelo di Marco (Mc 10,49), laddove l'evangelista narra dell'incontro tra Gesù e Bartimeo, il figlio cieco di Timeo, che sedeva lungo la strada a mendicare; al passaggio di Gesù grida a gran voce, affinché il Maestro gli ridoni la vista e quando Gesù chiede che gli sia portato davanti, quanti gli stanno appresso lo esortano ad alzarsi. 

## Genealogia episcopale e successione apostolica
La genealogia episcopale è:
- Cardinale Scipione Rebiba
- Cardinale Giulio Antonio Santori
- Cardinale Girolamo Bernerio, O.P.
- Arcivescovo Galeazzo Sanvitale
- Cardinale Ludovico Ludovisi
- Cardinale Luigi Caetani
- Cardinale Ulderico Carpegna

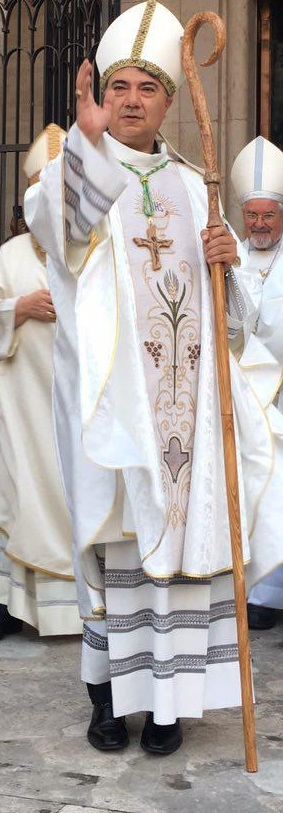
Mons. Battaglia al termine della cerimonia di ordinazione episcopale, 3 settembre 2016.

- Cardinale Paluzzo Paluzzi Altieri degli Albertoni
- Papa Benedetto XIII
- Papa Benedetto XIV
- Cardinale Enrico Enriquez
- Arcivescovo Manuel Quintano Bonifaz
- Cardinale Buenaventura Córdoba Espinosa de la Cerda
- Cardinale Giuseppe Maria Doria Pamphilj
- Papa Pio VIII
- Papa Pio IX
- Cardinale Gustav Adolf von Hohenlohe-Schillingsfürst
- Arcivescovo Salvatore Magnasco
- Cardinale Gaetano Alimonda
- Cardinale Agostino Richelmy
- Vescovo Giuseppe Castelli
- Vescovo Gaudenzio Binaschi
- Arcivescovo Albino Mensa
- Cardinale Tarcisio Bertone, S.D.B.
- Arcivescovo Vincenzo Bertolone, S.d.P.
- Cardinale Domenico Battaglia

La successione apostolica è:
- Vescovo Michele Autuoro (2021)
- Vescovo Francesco Beneduce, S.I. (2021)
- Vescovo Gaetano Castello (2021)

## Opere
- Mimmo Battaglia, Un filo d'erba tra i sassi, presentazione di Giancarlo Maria Bregantini, Soveria Mannelli, Rubbettino, 2009, ISBN 9788849823882.
- Mimmo Battaglia e Virginio Colmegna, I poveri hanno sempre ragione. Storie di preti di strada, Assisi, Cittadella editrice, 2010, ISBN 9788830811096.
- Mimmo Battaglia, Vecchie ciabatte... calzari di angeli. La tenerezza di un prete in cammino con gli ultimi, Terlizzi (BA), Ed insieme, 2012, ISBN 9788876021688.
- Domenico Battaglia, Sulle tracce di Dio. Segni di speranza per gli uomini di oggi, Roma, AVE, 2019, ISBN 9788832711516.
- Domenico Battaglia, Seduto accanto alla mia povertà. Avvolto nel silenzio della Sua presenza, Terlizzi (BA), Ed insieme, 2020, ISBN 9788876023293.
- Domenico Battaglia, Napoli. Il colore della speranza, Milano, Paoline, 2021, ISBN 9788831554930.
- Mimmo Battaglia, Breviario meridiano. Sud, educazione e politica, Firenze, Nerbini, 2023, ISBN 9788864344157.